# Calodromius
Calodromius is een geslacht van kevers uit de familie van de loopkevers (Carabidae). De wetenschappelijke naam van het geslacht is voor het eerst geldig gepubliceerd in 1905 door Reitter.

## Soorten
Het geslacht Calodromius omvat de volgende soorten:
- Calodromius bifasciatus (Dejean, 1825)
- Calodromius henoni (Bedel, 1907)
- Calodromius ingens (Andrewes, 1933)
- Calodromius lebioides (Bedel, 1900)
- Calodromius mayeti (Bedel, 1907)
- Calodromius putzeysi (Paulino de Oliveira, 1876)
- Calodromius sphex (Andrewes, 1933)
- Calodromius spilotus (Illiger, 1798)